# Eleições autárquicas portuguesas de 2009 no distrito de Setúbal
| Eleições autárquicas portuguesas de 2009 Distritos: Aveiro \| Beja \| Braga \| Bragança \| Castelo Branco \| Coimbra \| Évora \| Faro \| Guarda \| Leiria \| Lisboa \| Portalegre \| Porto \| Santarém \| Setúbal \| Viana do Castelo \| Vila Real \| Viseu \| Açores \| Madeira |

## Resultados por Concelho
Os resultados nos Concelhos do Distrito de Setúbal foram os seguintes:

### Alcácer do Sal

#### Câmara Municipal
| Partido                 | Partido                        | Votos  | %               | +/-  | Vereadores | +/-     |
| ----------------------- | ------------------------------ | ------ | --------------- | ---- | ---------- | ------- |
|                         | Partido Socialista             | 3 343  | 45,03 / 100,00  | 1,46 | 4 / 7      | Estável |
|                         | Coligação Democrática Unitária | 3 238  | 43,62 / 100,00  | 8,75 | 3 / 7      | Estável |
|                         | Partido Social Democrata       | 356    | 4,80 / 100,00   | 5,06 | 0 / 7      | Estável |
|                         | Bloco de Esquerda              | 276    | 3,72 / 100,00   | 1,38 | 0 / 7      | Estável |
| Votos Inválidos         | Votos Inválidos                | 211    | 2,84 / 100,00   | 0,55 |            |         |
| Total                   | Total                          | 7 424  | 100,00 / 100,00 |      | 7 / 7      |         |
| Eleitorado/Participação | Eleitorado/Participação        | 12 006 | 61,84 / 100,00  | 0,69 |            |         |

| Freguesia                               | %     | %     | %    | %    | Votantes |
| Freguesia                               | PS    | CDU   | PSD  | BE   | Votantes |
| --------------------------------------- | ----- | ----- | ---- | ---- | -------- |
| Alcácer do Sal (Santa Maria do Castelo) | 41,22 | 48,01 | 3,51 | 4,12 | 2 135    |
| Alcácer do Sal (Santiago)               | 46,03 | 40,61 | 7,12 | 3,33 | 2 583    |
| Comporta                                | 40,11 | 45,29 | 3,55 | 8,59 | 733      |
| Santa Susana                            | 24,83 | 62,58 | 8,61 | 2,32 | 302      |
| São Martinho                            | 37,08 | 59,85 | 1,28 | 0,51 | 391      |
| Torrão                                  | 59,38 | 31,95 | 3,13 | 2,34 | 1 280    |
| Alcácer do Sal                          | 45,03 | 43,62 | 4,80 | 3,72 | 7 424    |

#### Assembleia Municipal
| Partido                 | Partido                        | Votos  | %               | +/-  | Deputados | +/- |
| ----------------------- | ------------------------------ | ------ | --------------- | ---- | --------- | --- |
|                         | Partido Socialista             | 3 245  | 43,71 / 100,00  | 0,80 | 10 / 21   | 1   |
|                         | Coligação Democrática Unitária | 3 240  | 43,64 / 100,00  | 8,42 | 9 / 21    | 1   |
|                         | Partido Social Democrata       | 365    | 4,92 / 100,00   | 5,20 | 1 / 21    | 1   |
|                         | Bloco de Esquerda              | 350    | 4,71 / 100,00   | 1,11 | 1 / 21    | 1   |
| Votos Inválidos         | Votos Inválidos                | 224    | 3,02 / 100,00   | 0,44 |           |     |
| Total                   | Total                          | 7 424  | 100,00 / 100,00 |      | 21 / 21   |     |
| Eleitorado/Participação | Eleitorado/Participação        | 12 006 | 61,84 / 100,00  | 0,69 |           |     |

| Freguesia                               | %     | %     | %     | %     | Votantes |
| Freguesia                               | PS    | CDU   | PSD   | BE    | Votantes |
| --------------------------------------- | ----- | ----- | ----- | ----- | -------- |
| Alcácer do Sal (Santa Maria do Castelo) | 40,05 | 47,45 | 3,65  | 5,29  | 2 135    |
| Alcácer do Sal (Santiago)               | 44,68 | 40,73 | 7,24  | 4,34  | 2 583    |
| Comporta                                | 37,79 | 45,98 | 2,86  | 10,10 | 733      |
| Santa Susana                            | 21,85 | 63,91 | 10,26 | 3,31  | 302      |
| São Martinho                            | 36,57 | 60,36 | 1,28  | 0,77  | 391      |
| Torrão                                  | 58,59 | 31,95 | 3,36  | 2,97  | 1 280    |
| Alcácer do Sal                          | 43,71 | 43,64 | 4,92  | 4,71  | 7 424    |

#### Juntas de Freguesia
| Partido                 | Partido                        | Votos  | %               | +/-  | Presidentes | Mandatos | +/- |
| ----------------------- | ------------------------------ | ------ | --------------- | ---- | ----------- | -------- | --- |
|                         | Partido Socialista             | 3 365  | 45,33 / 100,00  | 1,30 | 2 / 6       | 21 / 50  | 2   |
|                         | Coligação Democrática Unitária | 3 151  | 42,44 / 100,00  | 3,89 | 4 / 6       | 26 / 50  | 2   |
|                         | Partido Social Democrata       | 412    | 5,55 / 100,00   | 5,20 | 0 / 6       | 2 / 50   | 1   |
|                         | Bloco de Esquerda              | 274    | 3,69 / 100,00   | -    | 0 / 6       | 1 / 50   | -   |
| Votos Inválidos         | Votos Inválidos                | 222    | 2,99 / 100,00   | 1,08 |             |          |     |
| Total                   | Total                          | 7 424  | 100,00 / 100,00 |      | 6 / 6       | 50 / 50  |     |
| Eleitorado/Participação | Eleitorado/Participação        | 12 006 | 61,84 / 100,00  | 0,69 |             |          |     |

| Freguesia                               | Partido Vencedor | Partido Vencedor               | %              | Mandatos |
| --------------------------------------- | ---------------- | ------------------------------ | -------------- | -------- |
| Alcácer do Sal (Santa Maria do Castelo) |                  | Coligação Democrática Unitária | 45,06 / 100,00 | 5 / 9    |
| Alcácer do Sal (Santiago)               |                  | Partido Socialista             | 44,72 / 100,00 | 4 / 9    |
| Comporta                                |                  | Coligação Democrática Unitária | 45,70 / 100,00 | 4 / 9    |
| Santa Susana                            |                  | Coligação Democrática Unitária | 66,23 / 100,00 | 5 / 7    |
| São Martinho                            |                  | Coligação Democrática Unitária | 61,38 / 100,00 | 5 / 7    |
| Torrão                                  |                  | Partido Socialista             | 62,19 / 100,00 | 6 / 9    |

### Alcochete

#### Câmara Municipal
| Partido                 | Partido                        | Votos  | %               | +/-  | Vereadores | +/-     |
| ----------------------- | ------------------------------ | ------ | --------------- | ---- | ---------- | ------- |
|                         | Coligação Democrática Unitária | 3 893  | 52,42 / 100,00  | 6,17 | 5 / 7      | 1       |
|                         | Partido Socialista             | 2 284  | 30,76 / 100,00  | 3,93 | 2 / 7      | 1       |
|                         | Partido Social Democrata       | 694    | 9,35 / 100,00   | 1,11 | 0 / 7      | Estável |
|                         | Bloco de Esquerda              | 173    | 2,33 / 100,00   | 0,13 | 0 / 7      | Estável |
|                         | CDS – Partido Popular          | 144    | 1,94 / 100,00   | 0,17 | 0 / 7      | Estável |
| Votos Inválidos         | Votos Inválidos                | 238    | 3,20 / 100,00   | 0,82 |            |         |
| Total                   | Total                          | 7 426  | 100,00 / 100,00 |      | 7 / 7      |         |
| Eleitorado/Participação | Eleitorado/Participação        | 12 357 | 60,10 / 100,00  | 1,17 |            |         |

| Freguesia     | %     | %     | %     | %    | %    | Votantes |
| Freguesia     | CDU   | PS    | PSD   | BE   | CDS  | Votantes |
| ------------- | ----- | ----- | ----- | ---- | ---- | -------- |
| Alcochete     | 53,01 | 30,20 | 9,49  | 2,13 | 1,99 | 5 067    |
| Samouco       | 54,89 | 27,22 | 10,23 | 2,70 | 1,22 | 1 554    |
| São Francisco | 43,98 | 41,12 | 6,71  | 2,86 | 2,98 | 805      |
| Alcochete     | 52,42 | 30,76 | 9,35  | 2,33 | 1,94 | 7 426    |

#### Assembleia Municipal
| Partido                 | Partido                        | Votos  | %               | +/-  | Deputados | +/-     |
| ----------------------- | ------------------------------ | ------ | --------------- | ---- | --------- | ------- |
|                         | Coligação Democrática Unitária | 3 615  | 48,68 / 100,00  | 3,90 | 12 / 21   | 1       |
|                         | Partido Socialista             | 2 359  | 31,77 / 100,00  | 2,58 | 7 / 21    | 1       |
|                         | Partido Social Democrata       | 775    | 10,44 / 100,00  | 0,92 | 2 / 21    | Estável |
|                         | Bloco de Esquerda              | 255    | 3,43 / 100,00   | 0,26 | 0 / 21    | Estável |
|                         | CDS – Partido Popular          | 172    | 2,32 / 100,00   | 0,11 | 0 / 21    | Estável |
| Votos Inválidos         | Votos Inválidos                | 250    | 3,36 / 100,00   | 0,77 |           |         |
| Total                   | Total                          | 7 426  | 100,00 / 100,00 |      | 21 / 21   |         |
| Eleitorado/Participação | Eleitorado/Participação        | 12 357 | 60,10 / 100,00  | 1,17 |           |         |

| Freguesia     | %     | %     | %     | %    | %    | Votantes |
| Freguesia     | CDU   | PS    | PSD   | BE   | CDS  | Votantes |
| ------------- | ----- | ----- | ----- | ---- | ---- | -------- |
| Alcochete     | 48,94 | 31,22 | 10,66 | 3,41 | 2,45 | 5 067    |
| Samouco       | 52,51 | 27,80 | 10,94 | 3,41 | 1,74 | 1 554    |
| São Francisco | 39,63 | 42,86 | 8,07  | 3,60 | 2,61 | 805      |
| Alcochete     | 48,68 | 31,77 | 10,44 | 3,43 | 2,32 | 7 426    |

#### Juntas de Freguesia
| Partido                 | Partido                        | Votos  | %               | +/-  | Presidentes | Mandatos | +/-     |
| ----------------------- | ------------------------------ | ------ | --------------- | ---- | ----------- | -------- | ------- |
|                         | Coligação Democrática Unitária | 3 725  | 50,16 / 100,00  | 5,68 | 2 / 3       | 17 / 31  | 2       |
|                         | Partido Socialista             | 2 360  | 31,78 / 100,00  | 5,12 | 1 / 3       | 12 / 31  | 3       |
|                         | Partido Social Democrata       | 874    | 11,77 / 100,00  | 1,53 | 0 / 3       | 2 / 31   | 1       |
|                         | Bloco de Esquerda              | 223    | 3,00 / 100,00   | 0,88 | 0 / 3       | 0 / 31   | Estável |
| Votos Inválidos         | Votos Inválidos                | 244    | 3,29 / 100,00   | 0,56 |             |          |         |
| Total                   | Total                          | 7 426  | 100,00 / 100,00 |      | 3 / 3       | 31 / 31  |         |
| Eleitorado/Participação | Eleitorado/Participação        | 12 357 | 60,10 / 100,00  | 1,17 |             |          |         |

| Freguesia     | Partido Vencedor | Partido Vencedor               | %              | Mandatos |
| ------------- | ---------------- | ------------------------------ | -------------- | -------- |
| Alcochete     |                  | Coligação Democrática Unitária | 51,23 / 100,00 | 8 / 13   |
| Samouco       |                  | Coligação Democrática Unitária | 54,76 / 100,00 | 6 / 9    |
| São Francisco |                  | Partido Socialista             | 52,55 / 100,00 | 6 / 9    |

### Almada

#### Câmara Municipal
| Partido                 | Partido                        | Votos   | %               | +/-  | Vereadores | +/-     |
| ----------------------- | ------------------------------ | ------- | --------------- | ---- | ---------- | ------- |
|                         | Coligação Democrática Unitária | 27 521  | 38,67 / 100,00  | 3,65 | 5 / 11     | 1       |
|                         | Partido Socialista             | 16 984  | 23,86 / 100,00  | 1,77 | 3 / 11     | Estável |
|                         | Partido Social Democrata       | 10 977  | 15,42 / 100,00  | 2,16 | 2 / 11     | Estável |
|                         | Bloco de Esquerda              | 5 555   | 7,81 / 100,00   | 0,78 | 1 / 11     | 1       |
|                         | CDS – Partido Popular          | 3 782   | 5,31 / 100,00   | -    | 0 / 11     | -       |
|                         | PCTP/MRPP                      | 3 237   | 4,55 / 100,00   | 3,16 | 0 / 11     | Estável |
|                         | Movimento Mérito e Sociedade   | 334     | 0,47 / 100,00   | Novo | 0 / 11     | Novo    |
| Votos Inválidos         | Votos Inválidos                | 2 781   | 3,91 / 100,00   | 1,64 |            |         |
| Total                   | Total                          | 71 171  | 100,00 / 100,00 |      | 11 / 11    |         |
| Eleitorado/Participação | Eleitorado/Participação        | 147 308 | 48,31 / 100,00  | 0,18 |            |         |

| Freguesia            | %     | %     | %     | %    | %    | %    | %    | Votantes |
| Freguesia            | CDU   | PS    | PSD   | BE   | CDS  | PCTP | MMS  | Votantes |
| -------------------- | ----- | ----- | ----- | ---- | ---- | ---- | ---- | -------- |
| Almada               | 39,50 | 23,56 | 16,78 | 7,11 | 4,70 | 4,69 | 0,27 | 9 134    |
| Cacilhas             | 37,83 | 25,75 | 16,79 | 7,88 | 3,76 | 4,07 | 0,58 | 3 616    |
| Caparica             | 39,48 | 26,35 | 10,93 | 7,67 | 5,24 | 5,79 | 0,59 | 7 117    |
| Charneca de Caparica | 29,58 | 27,60 | 20,02 | 8,18 | 6,59 | 3,21 | 0,39 | 9 771    |
| Costa de Caparica    | 26,06 | 27,84 | 25,86 | 6,33 | 7,37 | 2,11 | 0,69 | 5 399    |
| Cova da Piedade      | 42,67 | 22,11 | 13,96 | 8,80 | 4,15 | 4,40 | 0,40 | 9 857    |
| Feijó                | 45,68 | 19,34 | 11,61 | 7,64 | 5,41 | 5,51 | 0,41 | 7 380    |
| Laranjeiro           | 45,09 | 21,00 | 10,96 | 7,39 | 5,00 | 5,92 | 0,77 | 7 967    |
| Pragal               | 42,01 | 20,26 | 15,94 | 8,05 | 5,19 | 4,19 | 0,29 | 3 080    |
| Sobreda              | 38,51 | 20,69 | 16,20 | 8,47 | 5,93 | 5,25 | 0,44 | 5 180    |
| Trafaria             | 36,70 | 31,87 | 10,15 | 8,50 | 4,83 | 4,04 | 0,34 | 2 670    |
| Almada               | 38,67 | 23,86 | 15,42 | 7,81 | 5,31 | 4,55 | 0,47 | 71 171   |

#### Assembleia Municipal
| Partido                 | Partido                        | Votos   | %               | +/-  | Deputados | +/-     |
| ----------------------- | ------------------------------ | ------- | --------------- | ---- | --------- | ------- |
|                         | Coligação Democrática Unitária | 27 247  | 38,33 / 100,00  | 0,48 | 14 / 33   | Estável |
|                         | Partido Socialista             | 18 190  | 25,59 / 100,00  | 0,88 | 9 / 33    | 1       |
|                         | Partido Social Democrata       | 11 527  | 16,22 / 100,00  | 1,32 | 5 / 33    | 1       |
|                         | Bloco de Esquerda              | 7 078   | 9,96 / 100,00   | 0,36 | 3 / 33    | Estável |
|                         | CDS – Partido Popular          | 4 420   | 6,22 / 100,00   | 4,31 | 2 / 33    | 2       |
| Votos Inválidos         | Votos Inválidos                | 2 625   | 3,69 / 100,00   | 1,98 |           |         |
| Total                   | Total                          | 71 087  | 100,00 / 100,00 |      | 33 / 33   |         |
| Eleitorado/Participação | Eleitorado/Participação        | 147 308 | 48,26 / 100,00  | 0,13 |           |         |

| Freguesia            | %     | %     | %     | %     | %    | Votantes |
| Freguesia            | CDU   | PS    | PSD   | BE    | CDS  | Votantes |
| -------------------- | ----- | ----- | ----- | ----- | ---- | -------- |
| Almada               | 40,43 | 24,47 | 17,45 | 8,81  | 5,75 | 9 102    |
| Cacilhas             | 37,11 | 26,58 | 17,75 | 10,29 | 4,92 | 3 616    |
| Caparica             | 41,34 | 28,45 | 11,21 | 9,36  | 5,97 | 7 117    |
| Charneca de Caparica | 26,85 | 30,11 | 20,64 | 10,54 | 7,77 | 9 721    |
| Costa de Caparica    | 21,99 | 29,15 | 27,62 | 8,63  | 8,72 | 5 399    |
| Cova da Piedade      | 42,36 | 23,65 | 14,72 | 11,26 | 4,64 | 9 857    |
| Feijó                | 46,07 | 21,42 | 12,07 | 9,99  | 6,22 | 7 380    |
| Laranjeiro           | 46,57 | 23,07 | 11,71 | 9,50  | 5,80 | 7 966    |
| Pragal               | 40,84 | 21,07 | 17,89 | 10,32 | 5,75 | 3 080    |
| Sobreda              | 38,15 | 22,53 | 17,26 | 10,71 | 7,16 | 5 180    |
| Trafaria             | 36,23 | 34,10 | 10,57 | 10,12 | 5,32 | 2 669    |
| Almada               | 38,33 | 25,59 | 16,22 | 9,96  | 6,22 | 71 087   |

#### Juntas de Freguesia
| Partido                 | Partido                        | Votos   | %               | +/-  | Presidentes | +/-     | Mandatos  | +/-  |
| ----------------------- | ------------------------------ | ------- | --------------- | ---- | ----------- | ------- | --------- | ---- |
|                         | Coligação Democrática Unitária | 26 687  | 37,50 / 100,00  | 3,65 | 8 / 11      | Estável | 61 / 143  | 4    |
|                         | Partido Socialista             | 19 591  | 27,53 / 100,00  | 0,13 | 2 / 11      | Estável | 44 / 143  | 1    |
|                         | Partido Social Democrata       | 12 179  | 17,11 / 100,00  | 1,61 | 1 / 11      | Estável | 25 / 143  | 3    |
|                         | Bloco de Esquerda              | 6 541   | 9,19 / 100,00   | 0,50 | 0 / 11      | Estável | 10 / 143  | 1    |
|                         | CDS – Partido Popular          | 3 215   | 4,52 / 100,00   | 4,16 | 0 / 11      | Estável | 3 / 143   | 3    |
|                         | Grupo de Cidadãos              | 291     | 0,41 / 100,00   | -    | 0 / 11      |         | 0 / 143   | -    |
|                         | Movimento Mérito e Sociedade   | 34      | 0,05 / 100,00   | Novo | 0 / 11      |         | 0 / 143   | Novo |
| Votos Inválidos         | Votos Inválidos                | 2 622   | 3,68 / 100,00   | 2,10 |             |         |           |      |
| Total                   | Total                          | 71 160  | 100,00 / 100,00 |      | 11 / 11     |         | 143 / 143 | 6    |
| Eleitorado/Participação | Eleitorado/Participação        | 147 308 | 48,31 / 100,00  | 0,18 |             |         |           |      |

| Freguesia            | Partido Vencedor | Partido Vencedor               | %              | Mandatos |
| -------------------- | ---------------- | ------------------------------ | -------------- | -------- |
| Almada               |                  | Coligação Democrática Unitária | 40,42 / 100,00 | 6 / 13   |
| Cacilhas             |                  | Coligação Democrática Unitária | 37,55 / 100,00 | 5 / 13   |
| Caparica             |                  | Coligação Democrática Unitária | 40,21 / 100,00 | 6 / 13   |
| Charneca de Caparica |                  | Partido Socialista             | 35,90 / 100,00 | 5 / 13   |
| Costa de Caparica    |                  | Partido Social Democrata       | 31,69 / 100,00 | 5 / 13   |
| Cova da Piedade      |                  | Coligação Democrática Unitária | 43,06 / 100,00 | 7 / 13   |
| Feijó                |                  | Coligação Democrática Unitária | 46,08 / 100,00 | 7 / 13   |
| Laranjeiro           |                  | Coligação Democrática Unitária | 47,00 / 100,00 | 8 / 13   |
| Pragal               |                  | Coligação Democrática Unitária | 43,58 / 100,00 | 6 / 13   |
| Sobreda              |                  | Coligação Democrática Unitária | 36,56 / 100,00 | 6 / 13   |
| Trafaria             |                  | Partido Socialista             | 43,69 / 100,00 | 6 / 13   |

### Barreiro

#### Câmara Municipal
| Partido                 | Partido                        | Votos  | %               | +/-  | Vereadores | +/-     |
| ----------------------- | ------------------------------ | ------ | --------------- | ---- | ---------- | ------- |
|                         | Coligação Democrática Unitária | 18 087 | 47,68 / 100,00  | 6,15 | 5 / 9      | 1       |
|                         | Partido Socialista             | 11 310 | 29,82 / 100,00  | 4,64 | 3 / 9      | 1       |
|                         | Partido Social Democrata       | 3 420  | 9,02 / 100,00   | 2,25 | 1 / 9      | Estável |
|                         | Bloco de Esquerda              | 2 294  | 6,05 / 100,00   | 0,35 | 0 / 9      | Estável |
|                         | CDS – Partido Popular          | 1 007  | 2,65 / 100,00   | 1,92 | 0 / 9      | Estável |
|                         | PCTP/MRPP                      | 873    | 2,30 / 100,00   | 0,86 | 0 / 9      | Estável |
| Votos Inválidos         | Votos Inválidos                | 942    | 2,48 / 100,00   | 1,68 |            |         |
| Total                   | Total                          | 37 933 | 100,00 / 100,00 |      | 9 / 9      |         |
| Eleitorado/Participação | Eleitorado/Participação        | 71 811 | 52,82 / 100,00  | 0,99 |            |         |

| Freguesia                 | %     | %     | %     | %    | %    | %    | Votantes |
| Freguesia                 | CDU   | PS    | PSD   | BE   | CDS  | PCTP | Votantes |
| ------------------------- | ----- | ----- | ----- | ---- | ---- | ---- | -------- |
| Alto do Seixalinho        | 48,51 | 30,04 | 7,87  | 5,88 | 2,30 | 3,03 | 9 596    |
| Barreiro                  | 55,12 | 22,42 | 10,77 | 5,41 | 1,65 | 2,33 | 4 421    |
| Coina                     | 33,88 | 48,40 | 4,36  | 5,61 | 2,32 | 1,84 | 1 033    |
| Lavradio                  | 47,14 | 30,73 | 8,84  | 6,77 | 2,60 | 1,83 | 6 163    |
| Palhais                   | 54,21 | 25,41 | 11,32 | 3,27 | 2,26 | 1,01 | 795      |
| Santo André               | 49,59 | 29,01 | 8,48  | 5,34 | 3,00 | 2,04 | 5 826    |
| Santo António da Charneca | 39,55 | 31,41 | 12,44 | 7,34 | 4,10 | 1,94 | 4 632    |
| Verderena                 | 47,34 | 31,00 | 8,03  | 6,20 | 2,67 | 2,38 | 5 467    |
| Barreiro                  | 47,68 | 29,82 | 9,02  | 6,05 | 2,65 | 2,30 | 37 933   |

#### Assembleia Municipal
| Partido                 | Partido                        | Votos  | %               | +/-  | Deputados | +/-     |
| ----------------------- | ------------------------------ | ------ | --------------- | ---- | --------- | ------- |
|                         | Coligação Democrática Unitária | 16 943 | 44,71 / 100,00  | 2,93 | 13 / 27   | 1       |
|                         | Partido Socialista             | 11 589 | 30,58 / 100,00  | 2,44 | 9 / 27    | 1       |
|                         | Partido Social Democrata       | 3 687  | 9,73 / 100,00   | 1,83 | 3 / 27    | Estável |
|                         | Bloco de Esquerda              | 2 754  | 7,27 / 100,00   | 0,08 | 2 / 27    | Estável |
|                         | CDS – Partido Popular          | 1 128  | 2,98 / 100,00   | 2,12 | 0 / 27    | Estável |
|                         | PCTP/MRPP                      | 789    | 2,08 / 100,00   | 0,59 | 0 / 27    | Estável |
| Votos Inválidos         | Votos Inválidos                | 1 002  | 2,64 / 100,00   | 1,45 |           |         |
| Total                   | Total                          | 37 892 | 100,00 / 100,00 |      | 27 / 27   |         |
| Eleitorado/Participação | Eleitorado/Participação        | 71 811 | 52,77 / 100,00  | 1,04 |           |         |

| Freguesia                 | %     | %     | %     | %    | %    | %    | Votantes |
| Freguesia                 | CDU   | PS    | PSD   | BE   | CDS  | PCTP | Votantes |
| ------------------------- | ----- | ----- | ----- | ---- | ---- | ---- | -------- |
| Alto do Seixalinho        | 45,94 | 30,70 | 8,52  | 6,97 | 2,51 | 2,93 | 9 600    |
| Barreiro                  | 50,01 | 24,09 | 12,46 | 7,03 | 1,97 | 2,15 | 4 421    |
| Coina                     | 30,20 | 50,73 | 4,55  | 6,49 | 2,81 | 1,74 | 1 033    |
| Lavradio                  | 44,60 | 31,26 | 9,12  | 8,03 | 2,74 | 1,69 | 6 161    |
| Palhais                   | 51,32 | 24,78 | 13,08 | 4,28 | 3,02 | 0,75 | 795      |
| Santo André               | 46,97 | 29,65 | 8,52  | 6,62 | 3,41 | 1,78 | 5 784    |
| Santo António da Charneca | 37,59 | 31,53 | 13,19 | 8,48 | 4,55 | 1,55 | 4 634    |
| Verderena                 | 43,83 | 32,10 | 9,17  | 7,36 | 3,11 | 2,01 | 5 464    |
| Barreiro                  | 44,71 | 30,58 | 9,73  | 7,27 | 2,98 | 2,08 | 37 892   |

#### Juntas de Freguesia
| Partido                 | Partido                        | Votos  | %               | +/-  | Presidentes | Mandatos | +/-     |
| ----------------------- | ------------------------------ | ------ | --------------- | ---- | ----------- | -------- | ------- |
|                         | Coligação Democrática Unitária | 17 394 | 45,83 / 100,00  | 1,25 | 7 / 8       | 48 / 96  | 1       |
|                         | Partido Socialista             | 12 228 | 32,22 / 100,00  | 0,15 | 1 / 8       | 36 / 96  | 1       |
|                         | Partido Social Democrata       | 3 647  | 9,61 / 100,00   | 1,45 | 0 / 8       | 8 / 96   | 1       |
|                         | Bloco de Esquerda              | 2 582  | 6,80 / 100,00   | 0,09 | 0 / 8       | 4 / 96   | 1       |
|                         | CDS – Partido Popular          | 582    | 1,53 / 100,00   | 0,98 | 0 / 8       | 0 / 96   | Estável |
|                         | PCTP/MRPP                      | 399    | 1,05 / 100,00   | 0,46 | 0 / 8       | 0 / 96   | Estável |
| Votos Inválidos         | Votos Inválidos                | 1 123  | 2,95 / 100,00   | 1,31 |             |          |         |
| Total                   | Total                          | 37 955 | 100,00 / 100,00 |      | 8 / 8       | 96 / 96  |         |
| Eleitorado/Participação | Eleitorado/Participação        | 71 811 | 52,85 / 100,00  | 0,96 |             |          |         |

| Freguesia                 | Partido Vencedor | Partido Vencedor               | %              | Mandatos |
| ------------------------- | ---------------- | ------------------------------ | -------------- | -------- |
| Alto do Seixalinho        |                  | Coligação Democrática Unitária | 45,66 / 100,00 | 7 / 13   |
| Barreiro                  |                  | Coligação Democrática Unitária | 50,44 / 100,00 | 8 / 13   |
| Coina                     |                  | Partido Socialista             | 64,96 / 100,00 | 7 / 9    |
| Lavradio                  |                  | Coligação Democrática Unitária | 45,52 / 100,00 | 6 / 13   |
| Palhais                   |                  | Coligação Democrática Unitária | 52,70 / 100,00 | 5 / 9    |
| Santo André               |                  | Coligação Democrática Unitária | 51,73 / 100,00 | 8 / 13   |
| Santo António da Charneca |                  | Coligação Democrática Unitária | 39,36 / 100,00 | 6 / 13   |
| Verderena                 |                  | Coligação Democrática Unitária | 45,14 / 100,00 | 6 / 13   |

### Grândola

#### Câmara Municipal
| Partido                 | Partido                        | Votos  | %               | +/-  | Vereadores | +/-     |
| ----------------------- | ------------------------------ | ------ | --------------- | ---- | ---------- | ------- |
|                         | Partido Socialista             | 4 635  | 55,96 / 100,00  | 6,35 | 5 / 7      | 1       |
|                         | Coligação Democrática Unitária | 2 739  | 33,07 / 100,00  | 4,99 | 2 / 7      | 1       |
|                         | Partido Social Democrata       | 438    | 5,29 / 100,00   | 1,63 | 0 / 7      | Estável |
|                         | Bloco de Esquerda              | 175    | 2,11 / 100,00   | 0,11 | 0 / 7      | Estável |
|                         | CDS – Partido Popular          | 93     | 1,12 / 100,00   | 0,61 | 0 / 7      | Estável |
| Votos Inválidos         | Votos Inválidos                | 203    | 2,45 / 100,00   | 0,45 |            |         |
| Total                   | Total                          | 8 283  | 100,00 / 100,00 |      | 7 / 7      |         |
| Eleitorado/Participação | Eleitorado/Participação        | 12 685 | 65,30 / 100,00  | 2,97 |            |         |

| Freguesia                                  | %     | %     | %    | %    | %    | Votantes |
| Freguesia                                  | PS    | CDU   | PSD  | BE   | CDS  | Votantes |
| ------------------------------------------ | ----- | ----- | ---- | ---- | ---- | -------- |
| Azinheira dos Barros e São Mamede do Sádão | 52,65 | 38,03 | 2,01 | 3,47 | 1,46 | 547      |
| Carvalhal                                  | 45,30 | 47,91 | 2,22 | 1,70 | 0,91 | 766      |
| Grândola                                   | 57,20 | 32,06 | 5,31 | 2,10 | 1,01 | 5 767    |
| Melides                                    | 57,42 | 27,54 | 8,87 | 1,49 | 1,49 | 1 071    |
| Santa Margarida da Serra                   | 65,15 | 15,15 | 6,82 | 4,55 | 3,03 | 132      |
| Grândola                                   | 55,96 | 33,07 | 5,29 | 2,11 | 1,12 | 8 283    |

#### Assembleia Municipal
| Partido                 | Partido                        | Votos  | %               | +/-  | Deputados | +/-     |
| ----------------------- | ------------------------------ | ------ | --------------- | ---- | --------- | ------- |
|                         | Partido Socialista             | 3 980  | 48,08 / 100,00  | 2,42 | 11 / 21   | 1       |
|                         | Coligação Democrática Unitária | 3 031  | 36,62 / 100,00  | 0,80 | 9 / 21    | Estável |
|                         | Partido Social Democrata       | 648    | 7,83 / 100,00   | 2,93 | 1 / 21    | 1       |
|                         | Bloco de Esquerda              | 234    | 2,83 / 100,00   | 0,17 | 0 / 21    | Estável |
|                         | CDS – Partido Popular          | 120    | 1,45 / 100,00   | 1,00 | 0 / 21    | Estável |
| Votos Inválidos         | Votos Inválidos                | 265    | 3,20 / 100,00   | 0,15 |           |         |
| Total                   | Total                          | 8 278  | 100,00 / 100,00 |      | 21 / 21   |         |
| Eleitorado/Participação | Eleitorado/Participação        | 12 685 | 65,26 / 100,00  | 3,01 |           |         |

| Freguesia                                  | %     | %     | %     | %    | %    | Votantes |
| Freguesia                                  | PS    | CDU   | PSD   | BE   | CDS  | Votantes |
| ------------------------------------------ | ----- | ----- | ----- | ---- | ---- | -------- |
| Azinheira dos Barros e São Mamede do Sádão | 52,10 | 39,49 | 1,83  | 3,47 | 1,10 | 547      |
| Carvalhal                                  | 38,64 | 52,48 | 2,74  | 3,00 | 1,17 | 766      |
| Grândola                                   | 47,40 | 36,27 | 8,47  | 2,86 | 1,54 | 5 762    |
| Melides                                    | 54,81 | 28,29 | 10,74 | 1,77 | 1,21 | 1 071    |
| Santa Margarida da Serra                   | 61,36 | 15,15 | 10,61 | 6,06 | 2,27 | 132      |
| Grândola                                   | 48,08 | 36,62 | 7,83  | 2,83 | 1,45 | 8 278    |

#### Juntas de Freguesia
| Partido                 | Partido                        | Votos  | %               | +/-  | Presidentes | Mandatos | +/-     |
| ----------------------- | ------------------------------ | ------ | --------------- | ---- | ----------- | -------- | ------- |
|                         | Coligação Democrática Unitária | 3 736  | 45,09 / 100,00  | 6,11 | 2 / 5       | 20 / 45  | 3       |
|                         | Partido Socialista             | 3 502  | 42,27 / 100,00  | 5,28 | 3 / 5       | 23 / 45  | 1       |
|                         | Partido Social Democrata       | 546    | 6,59 / 100,00   | 1,65 | 0 / 5       | 2 / 45   | Estável |
|                         | Bloco de Esquerda              | 138    | 1,67 / 100,00   | 0,55 | 0 / 5       | 0 / 45   | 2       |
|                         | CDS – Partido Popular          | 93     | 1,12 / 100,00   | -    | 0 / 5       | 0 / 45   | -       |
| Votos Inválidos         | Votos Inválidos                | 270    | 3,26 / 100,00   | 0,24 |             |          |         |
| Total                   | Total                          | 8 285  | 100,00 / 100,00 |      | 5 / 5       | 45 / 45  |         |
| Eleitorado/Participação | Eleitorado/Participação        | 12 685 | 65,31 / 100,00  | 2,97 |             |          |         |

| Freguesia                                  | Partido Vencedor | Partido Vencedor               | %              | Mandatos |
| ------------------------------------------ | ---------------- | ------------------------------ | -------------- | -------- |
| Azinheira dos Barros e São Mamede do Sádão |                  | Partido Socialista             | 55,21 / 100,00 | 4 / 7    |
| Carvalhal                                  |                  | Coligação Democrática Unitária | 62,53 / 100,00 | 6 / 9    |
| Grândola                                   |                  | Coligação Democrática Unitária | 46,51 / 100,00 | 7 / 13   |
| Melides                                    |                  | Partido Socialista             | 55,09 / 100,00 | 5 / 9    |
| Santa Margarida da Serra                   |                  | Partido Socialista             | 71,97 / 100,00 | 6 / 7    |

### Moita

#### Câmara Municipal
| Partido                 | Partido                        | Votos  | %               | +/-  | Vereadores | +/-     |
| ----------------------- | ------------------------------ | ------ | --------------- | ---- | ---------- | ------- |
|                         | Coligação Democrática Unitária | 12 421 | 44,93 / 100,00  | 4,86 | 5 / 9      | Estável |
|                         | Partido Socialista             | 7 364  | 26,64 / 100,00  | 0,47 | 3 / 9      | 1       |
|                         | Bloco de Esquerda              | 3 207  | 11,60 / 100,00  | 2,77 | 1 / 9      | Estável |
|                         | Partido Social Democrata       | 2 190  | 7,92 / 100,00   | -    | 0 / 9      | -       |
|                         | CDS – Partido Popular          | 956    | 3,46 / 100,00   | -    | 0 / 9      | -       |
|                         | PCTP/MRPP                      | 716    | 2,59 / 100,00   | 0,54 | 0 / 9      | Estável |
| Votos Inválidos         | Votos Inválidos                | 792    | 2,87 / 100,00   | 1,16 |            |         |
| Total                   | Total                          | 27 646 | 100,00 / 100,00 |      | 9 / 9      |         |
| Eleitorado/Participação | Eleitorado/Participação        | 58 974 | 46,88 / 100,00  | 2,64 |            |         |

| Freguesia         | %     | %     | %     | %     | %    | %    | Votantes |
| Freguesia         | CDU   | PS    | BE    | PSD   | CDS  | PCTP | Votantes |
| ----------------- | ----- | ----- | ----- | ----- | ---- | ---- | -------- |
| Alhos Vedros      | 43,14 | 24,52 | 15,80 | 7,87  | 2,77 | 3,33 | 5 885    |
| Baixa da Banheira | 50,98 | 23,51 | 12,10 | 4,95  | 3,45 | 2,38 | 9 452    |
| Gaio-Rosário      | 50,36 | 36,61 | 4,92  | 4,63  | 1,30 | 0,87 | 691      |
| Moita             | 38,49 | 31,59 | 10,84 | 9,76  | 3,53 | 2,53 | 7 508    |
| Sarilhos Pequenos | 46,94 | 43,82 | 3,90  | 1,17  | 0,52 | 1,43 | 769      |
| Vale da Amoreira  | 43,82 | 22,06 | 7,63  | 14,52 | 5,66 | 2,63 | 3 341    |
| Moita             | 44,93 | 26,64 | 11,60 | 7,92  | 3,46 | 2,59 | 27 646   |

#### Assembleia Municipal
| Partido                 | Partido                        | Votos  | %               | +/-  | Deputados | +/-     |
| ----------------------- | ------------------------------ | ------ | --------------- | ---- | --------- | ------- |
|                         | Coligação Democrática Unitária | 12 038 | 43,55 / 100,00  | 4,46 | 13 / 27   | 1       |
|                         | Partido Socialista             | 7 310  | 26,45 / 100,00  | 0,39 | 8 / 27    | Estável |
|                         | Bloco de Esquerda              | 3 479  | 12,59 / 100,00  | 2,50 | 3 / 27    | Estável |
|                         | Partido Social Democrata       | 2 261  | 8,18 / 100,00   | -    | 2 / 27    | -       |
|                         | CDS – Partido Popular          | 1 013  | 3,66 / 100,00   | -    | 1 / 27    | -       |
|                         | PCTP/MRPP                      | 749    | 2,71 / 100,00   | 0,51 | 0 / 27    | Estável |
| Votos Inválidos         | Votos Inválidos                | 790    | 2,86 / 100,00   | 1,18 |           |         |
| Total                   | Total                          | 27 640 | 100,00 / 100,00 |      | 27 / 27   |         |
| Eleitorado/Participação | Eleitorado/Participação        | 58 974 | 46,87 / 100,00  | 2,58 |           |         |

| Freguesia         | %     | %     | %     | %     | %    | %    | Votantes |
| Freguesia         | CDU   | PS    | BE    | PSD   | CDS  | PCTP | Votantes |
| ----------------- | ----- | ----- | ----- | ----- | ---- | ---- | -------- |
| Alhos Vedros      | 41,68 | 24,47 | 16,43 | 8,41  | 2,92 | 3,30 | 5 885    |
| Baixa da Banheira | 49,89 | 23,54 | 12,76 | 5,09  | 3,64 | 2,51 | 9 452    |
| Gaio-Rosário      | 50,65 | 35,89 | 4,92  | 4,49  | 1,16 | 1,59 | 691      |
| Moita             | 36,15 | 31,18 | 12,96 | 9,96  | 3,86 | 2,61 | 7 508    |
| Sarilhos Pequenos | 45,64 | 44,86 | 4,29  | 1,43  | 1,69 | 0,52 | 769      |
| Vale da Amoreira  | 43,60 | 21,32 | 7,98  | 14,84 | 5,85 | 2,94 | 3 335    |
| Moita             | 43,55 | 26,45 | 12,59 | 8,18  | 3,66 | 2,71 | 27 640   |

#### Juntas de Freguesia
| Partido                 | Partido                        | Votos  | %               | +/-     | Presidentes | Mandatos | +/-     |
| ----------------------- | ------------------------------ | ------ | --------------- | ------- | ----------- | -------- | ------- |
|                         | Coligação Democrática Unitária | 12 558 | 45,41 / 100,00  | 3,10    | 5 / 6       | 37 / 72  | 2       |
|                         | Partido Socialista             | 7 280  | 26,32 / 100,00  | Estável | 1 / 6       | 23 / 72  | 2       |
|                         | Bloco de Esquerda              | 3 327  | 12,03 / 100,00  | 2,07    | 0 / 6       | 7 / 72   | 1       |
|                         | Partido Social Democrata       | 2 598  | 9,39 / 100,00   | -       | 0 / 6       | 5 / 72   | -       |
|                         | PCTP/MRPP                      | 790    | 2,86 / 100,00   | 0,85    | 0 / 6       | 0 / 72   | Estável |
|                         | CDS – Partido Popular          | 268    | 0,97 / 100,00   | -       | 0 / 6       | 0 / 72   | -       |
| Votos Inválidos         | Votos Inválidos                | 835    | 3,02 / 100,00   | 0,88    |             |          |         |
| Total                   | Total                          | 27 656 | 100,00 / 100,00 |         | 6 / 6       | 72 / 72  |         |
| Eleitorado/Participação | Eleitorado/Participação        | 58 974 | 46,90 / 100,00  | 2,56    |             |          |         |

| Freguesia         | Partido Vencedor | Partido Vencedor               | %              | Mandatos |
| ----------------- | ---------------- | ------------------------------ | -------------- | -------- |
| Alhos Vedros      |                  | Coligação Democrática Unitária | 42,55 / 100,00 | 6 / 13   |
| Baixa da Banheira |                  | Coligação Democrática Unitária | 51,46 / 100,00 | 11 / 19  |
| Gaio-Rosário      |                  | Coligação Democrática Unitária | 52,24 / 100,00 | 4 / 7    |
| Moita             |                  | Coligação Democrática Unitária | 38,73 / 100,00 | 6 / 13   |
| Sarilhos Pequenos |                  | Partido Socialista             | 48,11 / 100,00 | 4 / 7    |
| Vale da Amoreira  |                  | Coligação Democrática Unitária | 47,21 / 100,00 | 7 / 13   |

### Montijo

#### Câmara Municipal
| Partido                 | Partido                        | Votos  | %               | +/-  | Vereadores | +/-     |
| ----------------------- | ------------------------------ | ------ | --------------- | ---- | ---------- | ------- |
|                         | Partido Socialista             | 8 952  | 48,74 / 100,00  | 6,59 | 4 / 7      | Estável |
|                         | PSD-CDS                        | 4 712  | 25,65 / 100,00  | -    | 2 / 7      | -       |
|                         | Coligação Democrática Unitária | 2 911  | 15,85 / 100,00  | 4,04 | 1 / 7      | Estável |
|                         | Bloco de Esquerda              | 878    | 4,78 / 100,00   | 0,51 | 0 / 7      | Estável |
|                         | PCTP/MRPP                      | 323    | 1,76 / 100,00   | 0,70 | 0 / 7      | Estável |
| Votos Inválidos         | Votos Inválidos                | 592    | 3,22 / 100,00   | 2,17 |            |         |
| Total                   | Total                          | 18 368 | 100,00 / 100,00 |      | 7 / 7      |         |
| Eleitorado/Participação | Eleitorado/Participação        | 38 046 | 48,28 / 100,00  | 1,21 |            |         |

| Freguesia                 | %     | %        | %     | %    | %    | Votantes |
| Freguesia                 | PS    | PSD- CDS | CDU   | BE   | PCTP | Votantes |
| ------------------------- | ----- | -------- | ----- | ---- | ---- | -------- |
| Afonsoeiro                | 55,16 | 18,46    | 17,51 | 4,85 | 1,95 | 1 793    |
| Alto Estanqueiro - Jardia | 56,58 | 18,47    | 15,18 | 3,77 | 2,22 | 1 034    |
| Atalaia                   | 49,01 | 25,49    | 16,26 | 4,06 | 2,83 | 812      |
| Canha                     | 45,42 | 33,69    | 10,56 | 4,34 | 1,88 | 852      |
| Montijo                   | 47,60 | 27,68    | 14,99 | 5,07 | 1,36 | 10 597   |
| Pegões                    | 50,08 | 29,53    | 9,98  | 4,06 | 2,12 | 1 182    |
| Santo Isidro de Pegões    | 45,86 | 32,29    | 11,43 | 5,14 | 1,29 | 700      |
| Sarilhos Grandes          | 45,49 | 13,45    | 30,90 | 4,36 | 3,43 | 1 398    |
| Montijo                   | 48,74 | 25,65    | 15,85 | 4,78 | 1,76 | 18 368   |

#### Assembleia Municipal
| Partido                 | Partido                        | Votos  | %               | +/-  | Deputados | +/-     |
| ----------------------- | ------------------------------ | ------ | --------------- | ---- | --------- | ------- |
|                         | Partido Socialista             | 8 364  | 45,54 / 100,00  | 4,92 | 10 / 21   | 1       |
|                         | PSD-CDS                        | 4 818  | 26,23 / 100,00  | -    | 6 / 21    | -       |
|                         | Coligação Democrática Unitária | 3 098  | 16,87 / 100,00  | 3,54 | 4 / 21    | 1       |
|                         | Bloco de Esquerda              | 1 128  | 6,14 / 100,00   | 0,68 | 1 / 21    | Estável |
|                         | PCTP/MRPP                      | 351    | 1,91 / 100,00   | 0,79 | 0 / 21    | Estável |
| Votos Inválidos         | Votos Inválidos                | 608    | 3,31 / 100,00   | 2,34 |           |         |
| Total                   | Total                          | 18 367 | 100,00 / 100,00 |      | 21 / 21   |         |
| Eleitorado/Participação | Eleitorado/Participação        | 38 046 | 48,28 / 100,00  | 1,21 |           |         |

| Freguesia                 | %     | %        | %     | %    | %    | Votantes |
| Freguesia                 | PS    | PSD- CDS | CDU   | BE   | PCTP | Votantes |
| ------------------------- | ----- | -------- | ----- | ---- | ---- | -------- |
| Afonsoeiro                | 52,93 | 18,07    | 18,35 | 6,47 | 1,62 | 1 793    |
| Alto Estanqueiro - Jardia | 54,16 | 19,15    | 16,15 | 4,45 | 2,42 | 1 034    |
| Atalaia                   | 43,72 | 27,09    | 17,73 | 5,91 | 2,83 | 812      |
| Canha                     | 42,96 | 33,92    | 12,09 | 5,16 | 1,76 | 852      |
| Montijo                   | 44,26 | 28,43    | 15,96 | 6,58 | 1,54 | 10 596   |
| Pegões                    | 48,65 | 29,95    | 9,64  | 4,74 | 2,62 | 1 182    |
| Santo Isidro de Pegões    | 42,43 | 32,86    | 11,43 | 6,57 | 1,71 | 700      |
| Sarilhos Grandes          | 40,92 | 13,66    | 33,62 | 5,36 | 3,79 | 1 398    |
| Montijo                   | 45,54 | 26,23    | 16,87 | 6,14 | 1,91 | 18 367   |

#### Juntas de Freguesia
| Partido                 | Partido                        | Votos  | %               | +/-  | Presidentes | Mandatos | +/-     |
| ----------------------- | ------------------------------ | ------ | --------------- | ---- | ----------- | -------- | ------- |
|                         | Partido Socialista             | 7 974  | 43,41 / 100,00  | 2,00 | 6 / 8       | 37 / 82  | 4       |
|                         | PSD-CDS                        | 4 535  | 24,69 / 100,00  | -    | 0 / 8       | 20 / 82  | -       |
|                         | Coligação Democrática Unitária | 3 348  | 18,23 / 100,00  | 2,69 | 1 / 8       | 15 / 82  | 2       |
|                         | Grupo de Cidadãos              | 1 009  | 5,49 / 100,00   | 2,12 | 1 / 8       | 9 / 82   | 4       |
|                         | Bloco de Esquerda              | 737    | 4,01 / 100,00   | 0,06 | 0 / 8       | 1 / 82   | Estável |
|                         | PCTP/MRPP                      | 207    | 1,13 / 100,00   | 0,20 | 0 / 8       | 0 / 82   | Estável |
| Votos Inválidos         | Votos Inválidos                | 558    | 3,04 / 100,00   | 2,01 |             |          |         |
| Total                   | Total                          | 18 368 | 100,00 / 100,00 |      | 8 / 8       | 82 / 82  |         |
| Eleitorado/Participação | Eleitorado/Participação        | 38 046 | 48,28 / 100,00  | 1,21 |             |          |         |

| Freguesia                 | Partido Vencedor | Partido Vencedor               | %              | Mandatos |
| ------------------------- | ---------------- | ------------------------------ | -------------- | -------- |
| Afonsoeiro                |                  | Partido Socialista             | 59,68 / 100,00 | 6 / 9    |
| Alto Estanqueiro - Jardia |                  | Partido Socialista             | 55,03 / 100,00 | 5 / 9    |
| Atalaia                   |                  | Partido Socialista             | 42,12 / 100,00 | 4 / 9    |
| Canha                     |                  | Partido Socialista             | 36,27 / 100,00 | 4 / 9    |
| Montijo                   |                  | Partido Socialista             | 45,40 / 100,00 | 9 / 19   |
| Pegões                    |                  | Grupo de Cidadãos              | 64,04 / 100,00 | 7 / 9    |
| Santo Isidro de Pegões    |                  | Partido Socialista             | 50,14 / 100,00 | 6 / 9    |
| Sarilhos Grandes          |                  | Coligação Democrática Unitária | 45,21 / 100,00 | 4 / 9    |

### Palmela

#### Câmara Municipal
| Partido                 | Partido                        | Votos  | %               | +/-  | Vereadores | +/-     |
| ----------------------- | ------------------------------ | ------ | --------------- | ---- | ---------- | ------- |
|                         | Coligação Democrática Unitária | 11 341 | 50,19 / 100,00  | 0,20 | 5 / 7      | 1       |
|                         | Partido Socialista             | 5 204  | 23,03 / 100,00  | 2,17 | 2 / 7      | Estável |
|                         | CDS – Partido Popular          | 2 206  | 9,76 / 100,00   | 8,22 | 0 / 7      | Estável |
|                         | Partido Social Democrata       | 2 035  | 9,01 / 100,00   | 8,35 | 0 / 7      | 1       |
|                         | Bloco de Esquerda              | 1 085  | 4,80 / 100,00   | 0,02 | 0 / 7      | Estável |
| Votos Inválidos         | Votos Inválidos                | 723    | 3,20 / 100,00   | 1,83 |            |         |
| Total                   | Total                          | 22 594 | 100,00 / 100,00 |      | 7 / 7      |         |
| Eleitorado/Participação | Eleitorado/Participação        | 46 859 | 48,22 / 100,00  | 0,38 |            |         |

| Freguesia      | %     | %     | %     | %     | %    | Votantes |
| Freguesia      | CDU   | PS    | CDS   | PSD   | BE   | Votantes |
| -------------- | ----- | ----- | ----- | ----- | ---- | -------- |
| Marateca       | 41,71 | 33,29 | 6,70  | 13,00 | 2,59 | 1 508    |
| Palmela        | 45,11 | 23,42 | 14,88 | 8,90  | 4,75 | 6 384    |
| Pinhal Novo    | 55,55 | 22,13 | 5,94  | 7,55  | 5,57 | 8 888    |
| Poceirão       | 56,14 | 15,39 | 9,71  | 11,64 | 3,22 | 1 865    |
| Quinta do Anjo | 46,80 | 24,13 | 11,29 | 9,70  | 4,76 | 3 949    |
| Palmela        | 50,19 | 23,03 | 9,76  | 9,01  | 4,80 | 22 594   |

#### Assembleia Municipal
| Partido                 | Partido                        | Votos  | %               | +/-  | Deputados | +/-     |
| ----------------------- | ------------------------------ | ------ | --------------- | ---- | --------- | ------- |
|                         | Coligação Democrática Unitária | 10 650 | 47,15 / 100,00  | 0,09 | 11 / 21   | Estável |
|                         | Partido Socialista             | 5 552  | 24,58 / 100,00  | 1,64 | 5 / 21    | Estável |
|                         | Partido Social Democrata       | 2 251  | 9,97 / 100,00   | 6,33 | 2 / 21    | 2       |
|                         | CDS – Partido Popular          | 2 012  | 8,91 / 100,00   | 6,84 | 2 / 21    | 2       |
|                         | Bloco de Esquerda              | 1 321  | 5,85 / 100,00   | 0,19 | 1 / 21    | Estável |
| Votos Inválidos         | Votos Inválidos                | 801    | 3,54 / 100,00   | 1,86 |           |         |
| Total                   | Total                          | 22 587 | 100,00 / 100,00 |      | 21 / 21   |         |
| Eleitorado/Participação | Eleitorado/Participação        | 46 859 | 48,20 / 100,00  | 0,36 |           |         |

| Freguesia      | %     | %     | %     | %     | %    | Votantes |
| Freguesia      | CDU   | PS    | PSD   | CDS   | BE   | Votantes |
| -------------- | ----- | ----- | ----- | ----- | ---- | -------- |
| Marateca       | 37,86 | 35,54 | 15,19 | 6,50  | 2,45 | 1 508    |
| Palmela        | 41,18 | 25,63 | 10,26 | 13,06 | 6,12 | 6 384    |
| Pinhal Novo    | 52,53 | 23,28 | 7,95  | 6,12  | 6,71 | 8 884    |
| Poceirão       | 56,19 | 16,19 | 12,28 | 7,99  | 3,06 | 1 865    |
| Quinta do Anjo | 43,97 | 25,60 | 10,95 | 9,81  | 6,08 | 3 946    |
| Palmela        | 47,15 | 24,58 | 9,97  | 8,91  | 5,85 | 22 587   |

#### Juntas de Freguesia
| Partido                 | Partido                        | Votos  | %               | +/-  | Presidentes | Mandatos | +/- |
| ----------------------- | ------------------------------ | ------ | --------------- | ---- | ----------- | -------- | --- |
|                         | Coligação Democrática Unitária | 10 802 | 47,81 / 100,00  | 0,16 | 4 / 5       | 32 / 57  | 3   |
|                         | Partido Socialista             | 5 763  | 25,51 / 100,00  | 0,83 | 1 / 5       | 17 / 57  | 1   |
|                         | Partido Social Democrata       | 2 328  | 10,30 / 100,00  | 4,70 | 0 / 5       | 6 / 57   | 3   |
|                         | CDS – Partido Popular          | 1 722  | 7,62 / 100,00   | 7,11 | 0 / 5       | 2 / 57   | 2   |
|                         | Bloco de Esquerda              | 1 167  | 5,17 / 100,00   | 0,12 | 0 / 5       | 0 / 57   | 1   |
| Votos Inválidos         | Votos Inválidos                | 812    | 3,60 / 100,00   | 1,53 |             |          |     |
| Total                   | Total                          | 22 594 | 100,00 / 100,00 |      | 5 / 5       | 57 / 57  |     |
| Eleitorado/Participação | Eleitorado/Participação        | 46 859 | 48,22 / 100,00  | 0,38 |             |          |     |

| Freguesia      | Partido Vencedor | Partido Vencedor               | %              | Mandatos |
| -------------- | ---------------- | ------------------------------ | -------------- | -------- |
| Marateca       |                  | Partido Socialista             | 39,59 / 100,00 | 4 / 9    |
| Palmela        |                  | Coligação Democrática Unitária | 43,63 / 100,00 | 7 / 13   |
| Pinhal Novo    |                  | Coligação Democrática Unitária | 52,67 / 100,00 | 8 / 13   |
| Poceirão       |                  | Coligação Democrática Unitária | 59,03 / 100,00 | 7 / 9    |
| Quinta do Anjo |                  | Coligação Democrática Unitária | 44,48 / 100,00 | 7 / 13   |

### Santiago do Cacém

#### Câmara Municipal
| Partido                 | Partido                        | Votos  | %               | +/-  | Vereadores | +/-     |
| ----------------------- | ------------------------------ | ------ | --------------- | ---- | ---------- | ------- |
|                         | Coligação Democrática Unitária | 7 417  | 48,98 / 100,00  | 6,04 | 4 / 7      | Estável |
|                         | Partido Socialista             | 4 236  | 27,97 / 100,00  | 1,41 | 2 / 7      | Estável |
|                         | Partido Social Democrata       | 1 654  | 10,92 / 100,00  | 6,77 | 1 / 7      | Estável |
|                         | Bloco de Esquerda              | 907    | 5,99 / 100,00   | 1,89 | 0 / 7      | Estável |
|                         | CDS – Partido Popular          | 433    | 2,86 / 100,00   | 1,01 | 0 / 7      | Estável |
| Votos Inválidos         | Votos Inválidos                | 497    | 3,28 / 100,00   | 0,77 |            |         |
| Total                   | Total                          | 15 144 | 100,00 / 100,00 |      | 7 / 7      |         |
| Eleitorado/Participação | Eleitorado/Participação        | 26 421 | 57,32 / 100,00  | 0,93 |            |         |

| Freguesia               | %     | %     | %     | %     | %    | Votantes |
| Freguesia               | CDU   | PS    | PSD   | BE    | CDS  | Votantes |
| ----------------------- | ----- | ----- | ----- | ----- | ---- | -------- |
| Abela                   | 59,82 | 23,07 | 10,27 | 1,49  | 1,19 | 672      |
| Alvalade                | 63,16 | 22,71 | 5,70  | 2,97  | 2,49 | 1 246    |
| Cercal do Alentejo      | 54,95 | 33,10 | 3,86  | 2,79  | 2,25 | 1 867    |
| Ermidas-Sado            | 34,81 | 47,18 | 5,29  | 9,22  | 1,19 | 1 172    |
| Santa Cruz              | 54,75 | 31,33 | 8,23  | 2,53  | 1,27 | 316      |
| Santiago do Cacém       | 44,42 | 28,01 | 16,53 | 4,92  | 2,84 | 3 413    |
| Santo André             | 45,18 | 23,78 | 12,93 | 10,36 | 4,37 | 4 664    |
| São Bartolomeu da Serra | 60,00 | 17,96 | 10,20 | 2,45  | 4,90 | 245      |
| São Domingos            | 57,55 | 30,08 | 3,48  | 2,32  | 0,83 | 603      |
| São Francisco da Serra  | 50,46 | 24,04 | 17,43 | 2,57  | 1,83 | 545      |
| Vale de Água            | 57,11 | 25,69 | 11,47 | 1,75  | 1,50 | 401      |
| Santiago do Cacém       | 48,98 | 27,97 | 10,92 | 5,99  | 2,86 | 15 144   |

#### Assembleia Municipal
| Partido                 | Partido                        | Votos  | %               | +/-  | Deputados | +/-     |
| ----------------------- | ------------------------------ | ------ | --------------- | ---- | --------- | ------- |
|                         | Coligação Democrática Unitária | 7 080  | 46,76 / 100,00  | 5,59 | 11 / 21   | 2       |
|                         | Partido Socialista             | 4 083  | 26,96 / 100,00  | 2,58 | 6 / 21    | 1       |
|                         | Partido Social Democrata       | 1 835  | 12,12 / 100,00  | 5,31 | 3 / 21    | 1       |
|                         | Bloco de Esquerda              | 1 105  | 7,30 / 100,00   | 1,81 | 1 / 21    | Estável |
|                         | CDS – Partido Popular          | 467    | 3,08 / 100,00   | 1,07 | 0 / 21    | Estável |
| Votos Inválidos         | Votos Inválidos                | 572    | 3,78 / 100,00   | 0,58 |           |         |
| Total                   | Total                          | 15 142 | 100,00 / 100,00 |      | 21 / 21   |         |
| Eleitorado/Participação | Eleitorado/Participação        | 26 421 | 57,31 / 100,00  | 0,94 |           |         |

| Freguesia               | %     | %     | %     | %     | %    | Votantes |
| Freguesia               | CDU   | PS    | PSD   | BE    | CDS  | Votantes |
| ----------------------- | ----- | ----- | ----- | ----- | ---- | -------- |
| Abela                   | 58,96 | 20,00 | 12,09 | 2,84  | 1,19 | 670      |
| Alvalade                | 61,72 | 22,63 | 6,58  | 3,29  | 2,09 | 1 246    |
| Cercal do Alentejo      | 53,03 | 33,10 | 4,23  | 3,80  | 2,04 | 1 867    |
| Ermidas-Sado            | 34,73 | 43,00 | 6,74  | 11,86 | 0,94 | 1 172    |
| Santa Cruz              | 52,22 | 32,28 | 8,54  | 3,48  | 1,27 | 316      |
| Santiago do Cacém       | 40,96 | 25,70 | 19,22 | 6,71  | 3,40 | 3 413    |
| Santo André             | 42,30 | 24,25 | 13,44 | 11,71 | 4,70 | 4 664    |
| São Bartolomeu da Serra | 57,14 | 15,51 | 11,02 | 4,08  | 5,71 | 245      |
| São Domingos            | 56,05 | 31,51 | 3,32  | 2,49  | 1,49 | 603      |
| São Francisco da Serra  | 51,38 | 20,55 | 19,45 | 2,39  | 2,39 | 545      |
| Vale de Água            | 56,11 | 23,69 | 12,72 | 2,74  | 2,24 | 401      |
| Santiago do Cacém       | 46,76 | 26,96 | 12,12 | 7,30  | 3,08 | 15 142   |

#### Juntas de Freguesia
| Partido                 | Partido                        | Votos  | %               | +/-   | Presidentes | Mandatos | +/-     |
| ----------------------- | ------------------------------ | ------ | --------------- | ----- | ----------- | -------- | ------- |
|                         | Coligação Democrática Unitária | 8 109  | 53,55 / 100,00  | 10,62 | 10 / 11     | 62 / 95  | 14      |
|                         | Partido Socialista             | 3 419  | 22,58 / 100,00  | 6,83  | 1 / 11      | 19 / 95  | 14      |
|                         | Partido Social Democrata       | 1 582  | 10,45 / 100,00  | 6,77  | 0 / 11      | 10 / 95  | 3       |
|                         | Bloco de Esquerda              | 834    | 5,51 / 100,00   | 0,88  | 0 / 11      | 3 / 95   | 2       |
|                         | Grupo de Cidadãos              | 345    | 2,28 / 100,00   | -     | 0 / 11      | 1 / 95   | -       |
|                         | CDS – Partido Popular          | 252    | 1,66 / 100,00   | 0,05  | 0 / 11      | 0 / 95   | Estável |
| Votos Inválidos         | Votos Inválidos                | 603    | 3,98 / 100,00   | 0,12  |             |          |         |
| Total                   | Total                          | 15 144 | 100,00 / 100,00 |       | 11 / 11     | 95 / 95  |         |
| Eleitorado/Participação | Eleitorado/Participação        | 26 421 | 57,32 / 100,00  | 0,93  |             |          |         |

| Freguesia               | Partido Vencedor | Partido Vencedor               | %              | Mandatos |
| ----------------------- | ---------------- | ------------------------------ | -------------- | -------- |
| Abela                   |                  | Coligação Democrática Unitária | 73,32 / 100,00 | 6 / 7    |
| Alvalade                |                  | Coligação Democrática Unitária | 69,90 / 100,00 | 7 / 9    |
| Cercal do Alentejo      |                  | Coligação Democrática Unitária | 63,58 / 100,00 | 6 / 9    |
| Ermidas-Sado            |                  | Partido Socialista             | 43,17 / 100,00 | 4 / 9    |
| Santa Cruz              |                  | Coligação Democrática Unitária | 57,28 / 100,00 | 4 / 7    |
| Santiago do Cacém       |                  | Coligação Democrática Unitária | 41,20 / 100,00 | 6 / 13   |
| Santo André             |                  | Coligação Democrática Unitária | 51,08 / 100,00 | 8 / 13   |
| São Bartolomeu da Serra |                  | Coligação Democrática Unitária | 69,39 / 100,00 | 6 / 7    |
| São Domingos            |                  | Coligação Democrática Unitária | 59,20 / 100,00 | 5 / 7    |
| São Francisco da Serra  |                  | Coligação Democrática Unitária | 65,69 / 100,00 | 5 / 7    |
| Vale de Água            |                  | Coligação Democrática Unitária | 69,33 / 100,00 | 5 / 7    |

### Seixal

#### Câmara Municipal
| Partido                 | Partido                        | Votos   | %               | +/-  | Vereadores | +/-     |
| ----------------------- | ------------------------------ | ------- | --------------- | ---- | ---------- | ------- |
|                         | Coligação Democrática Unitária | 27 949  | 47,85 / 100,00  | 3,11 | 6 / 11     | Estável |
|                         | Partido Socialista             | 13 090  | 22,41 / 100,00  | 1,44 | 3 / 11     | Estável |
|                         | Partido Social Democrata       | 8 072   | 13,82 / 100,00  | 2,65 | 1 / 11     | 1       |
|                         | Bloco de Esquerda              | 4 036   | 6,91 / 100,00   | 0,22 | 1 / 11     | 1       |
|                         | CDS – Partido Popular          | 3 055   | 5,23 / 100,00   | 3,45 | 0 / 11     | Estável |
|                         | Movimento Mérito e Sociedade   | 337     | 0,58 / 100,00   | Novo | 0 / 11     | Novo    |
| Votos Inválidos         | Votos Inválidos                | 1 870   | 3,20 / 100,00   | 2,54 |            |         |
| Total                   | Total                          | 58 409  | 100,00 / 100,00 |      | 11 / 11    |         |
| Eleitorado/Participação | Eleitorado/Participação        | 126 616 | 46,13 / 100,00  | 0,49 |            |         |

| Freguesia            | %     | %     | %     | %    | %    | %    | Votantes |
| Freguesia            | CDU   | PS    | PSD   | BE   | CDS  | MMS  | Votantes |
| -------------------- | ----- | ----- | ----- | ---- | ---- | ---- | -------- |
| Aldeia de Paio Pires | 57,25 | 21,68 | 7,48  | 6,25 | 3,98 | 0,35 | 4 543    |
| Amora                | 47,72 | 23,39 | 13,34 | 6,93 | 5,37 | 0,35 | 18 377   |
| Arrentela            | 54,71 | 20,72 | 10,32 | 6,68 | 4,45 | 0,31 | 10 501   |
| Corroios             | 44,12 | 22,77 | 15,16 | 7,28 | 6,14 | 1,11 | 17 597   |
| Fernão Ferro         | 37,94 | 22,51 | 22,93 | 7,04 | 5,13 | 0,40 | 5 983    |
| Seixal               | 56,82 | 19,74 | 11,15 | 5,33 | 2,34 | 0,28 | 1 408    |
| Seixal               | 47,85 | 22,41 | 13,82 | 6,91 | 5,23 | 0,58 | 58 409   |

| Partido                 | Partido                        | Votos   | %               | +/-  | Deputados | +/-     |
| ----------------------- | ------------------------------ | ------- | --------------- | ---- | --------- | ------- |
|                         | Coligação Democrática Unitária | 26 606  | 45,53 / 100,00  | 2,43 | 16 / 33   | Estável |
|                         | Partido Socialista             | 13 614  | 23,30 / 100,00  | 0,79 | 8 / 33    | Estável |
|                         | Partido Social Democrata       | 8 357   | 14,30 / 100,00  | 2,42 | 5 / 33    | 1       |
|                         | Bloco de Esquerda              | 4 744   | 8,12 / 100,00   | 0,18 | 2 / 33    | 1       |
|                         | CDS – Partido Popular          | 3 173   | 5,43 / 100,00   | 3,49 | 2 / 33    | 2       |
| Votos Inválidos         | Votos Inválidos                | 1 938   | 3,32 / 100,00   | 2,53 |           |         |
| Total                   | Total                          | 58 432  | 100,00 / 100,00 |      | 33 / 33   |         |
| Eleitorado/Participação | Eleitorado/Participação        | 126 616 | 46,15 / 100,00  | 0,47 |           |         |

| Freguesia            | %     | %     | %     | %    | %    | Votantes |
| Freguesia            | CDU   | PS    | PSD   | BE   | CDS  | Votantes |
| -------------------- | ----- | ----- | ----- | ---- | ---- | -------- |
| Aldeia de Paio Pires | 54,94 | 22,47 | 7,75  | 7,59 | 4,23 | 4 543    |
| Amora                | 45,26 | 23,78 | 13,82 | 8,16 | 5,88 | 18 366   |
| Arrentela            | 51,74 | 21,51 | 11,12 | 7,85 | 4,82 | 10 502   |
| Corroios             | 42,02 | 24,65 | 15,43 | 8,55 | 5,83 | 17 630   |
| Fernão Ferro         | 36,25 | 22,61 | 23,55 | 8,04 | 5,50 | 5 983    |
| Seixal               | 55,82 | 18,96 | 12,00 | 6,25 | 2,70 | 1 408    |
| Seixal               | 45,53 | 23,30 | 14,30 | 8,12 | 5,43 | 58 432   |

#### Juntas de Freguesia
| Partido                 | Partido                        | Votos   | %               | +/-  | Presidentes | +/-     | Mandatos | +/-  |
| ----------------------- | ------------------------------ | ------- | --------------- | ---- | ----------- | ------- | -------- | ---- |
|                         | Coligação Democrática Unitária | 27 686  | 47,38 / 100,00  | 3,30 | 6 / 6       | Estável | 53 / 94  | 4    |
|                         | Partido Socialista             | 13 456  | 23,03 / 100,00  | 1,30 | 0 / 6       | Estável | 21 / 94  | 4    |
|                         | Partido Social Democrata       | 9 092   | 15,56 / 100,00  | 0,81 | 0 / 6       | Estável | 14 / 94  | 2    |
|                         | Bloco de Esquerda              | 4 591   | 7,86 / 100,00   | 0,15 | 0 / 6       | Estável | 5 / 94   | 1    |
|                         | CDS – Partido Popular          | 1 406   | 2,41 / 100,00   | 0,68 | 0 / 6       | Estável | 1 / 94   | 1    |
|                         | Movimento Mérito e Sociedade   | 158     | 0,27 / 100,00   | Novo | 0 / 6       | Estável | 0 / 94   | Novo |
| Votos Inválidos         | Votos Inválidos                | 2 041   | 3,49 / 100,00   | 2,29 |             |         |          |      |
| Total                   | Total                          | 58 430  | 100,00 / 100,00 |      | 6 / 6       |         | 94 / 94  |      |
| Eleitorado/Participação | Eleitorado/Participação        | 126 616 | 46,15 / 100,00  | 0,48 |             |         |          |      |

| Freguesia            | Partido Vencedor | Partido Vencedor               | %              | Mandatos |
| -------------------- | ---------------- | ------------------------------ | -------------- | -------- |
| Aldeia de Paio Pires |                  | Coligação Democrática Unitária | 55,60 / 100,00 | 8 / 13   |
| Amora                |                  | Coligação Democrática Unitária | 45,83 / 100,00 | 11 / 19  |
| Arrentela            |                  | Coligação Democrática Unitária | 52,55 / 100,00 | 11 / 19  |
| Corroios             |                  | Coligação Democrática Unitária | 45,28 / 100,00 | 10 / 19  |
| Fernão Ferro         |                  | Coligação Democrática Unitária | 39,36 / 100,00 | 6 / 13   |
| Seixal               |                  | Coligação Democrática Unitária | 63,00 / 100,00 | 7 / 9    |

### Sesimbra

#### Câmara Municipal
| Partido                 | Partido                                  | Votos  | %               | +/-   | Vereadores | +/-     |
| ----------------------- | ---------------------------------------- | ------ | --------------- | ----- | ---------- | ------- |
|                         | Coligação Democrática Unitária           | 9 736  | 51,81 / 100,00  | 18,79 | 5 / 7      | 2       |
|                         | Partido Socialista                       | 3 663  | 19,49 / 100,00  | 12,92 | 1 / 7      | 2       |
|                         | Partido Social Democrata                 | 1 949  | 10,37 / 100,00  | -     | 1 / 7      | -       |
|                         | Bloco de Esquerda                        | 1 163  | 6,19 / 100,00   | 4,38  | 0 / 7      | Estável |
|                         | Associação Movimento Cívico por Sesimbra | 971    | 5,17 / 100,00   | Novo  | 0 / 7      | Novo    |
|                         | CDS – Partido Popular                    | 694    | 3,69 / 100,00   | -     | 0 / 7      | -       |
| Votos Inválidos         | Votos Inválidos                          | 614    | 3,26 / 100,00   | 3,26  |            |         |
| Total                   | Total                                    | 18 790 | 100,00 / 100,00 |       | 7 / 7      |         |
| Eleitorado/Participação | Eleitorado/Participação                  | 37 530 | 50,07 / 100,00  | 0,86  |            |         |

| Freguesia           | %     | %     | %     | %    | %     | %    | Votantes |
| Freguesia           | CDU   | PS    | PSD   | BE   | AMCS  | CDS  | Votantes |
| ------------------- | ----- | ----- | ----- | ---- | ----- | ---- | -------- |
| Quinta do Conde     | 41,42 | 22,00 | 11,37 | 5,91 | 10,96 | 4,92 | 8 115    |
| Sesimbra (Castelo)  | 59,95 | 16,68 | 10,43 | 5,82 | 0,71  | 3,23 | 7 470    |
| Sesimbra (Santiago) | 59,19 | 19,72 | 7,71  | 7,74 | 0,90  | 1,68 | 3 205    |
| Sesimbra            | 51,81 | 19,49 | 10,37 | 6,19 | 5,17  | 3,69 | 18 790   |

#### Assembleia Municipal
| Partido                 | Partido                                  | Votos  | %               | +/-   | Deputados | +/-  |
| ----------------------- | ---------------------------------------- | ------ | --------------- | ----- | --------- | ---- |
|                         | Coligação Democrática Unitária           | 8 750  | 46,57 / 100,00  | 14,07 | 11 / 21   | 3    |
|                         | Partido Socialista                       | 4 037  | 21,48 / 100,00  | 9,97  | 5 / 21    | 2    |
|                         | Partido Social Democrata                 | 2 224  | 11,84 / 100,00  | -     | 2 / 21    | -    |
|                         | Bloco de Esquerda                        | 1 413  | 7,52 / 100,00   | 3,73  | 1 / 21    | 1    |
|                         | Associação Movimento Cívico por Sesimbra | 905    | 4,82 / 100,00   | Novo  | 1 / 21    | Novo |
|                         | CDS – Partido Popular                    | 758    | 4,03 / 100,00   | -     | 1 / 21    | -    |
| Votos Inválidos         | Votos Inválidos                          | 703    | 3,74 / 100,00   | 2,84  |           |      |
| Total                   | Total                                    | 18 790 | 100,00 / 100,00 |       | 21 / 21   |      |
| Eleitorado/Participação | Eleitorado/Participação                  | 37 530 | 50,07 / 100,00  | 0,86  |           |      |

| Freguesia           | %     | %     | %     | %    | %     | %    | Votantes |
| Freguesia           | CDU   | PS    | PSD   | BE   | AMCS  | CDS  | Votantes |
| ------------------- | ----- | ----- | ----- | ---- | ----- | ---- | -------- |
| Quinta do Conde     | 38,64 | 22,49 | 12,56 | 7,21 | 10,09 | 5,31 | 8 115    |
| Sesimbra (Castelo)  | 53,65 | 19,67 | 11,93 | 6,96 | 0,68  | 3,49 | 7 470    |
| Sesimbra (Santiago) | 50,11 | 23,18 | 9,80  | 9,61 | 1,09  | 2,06 | 3 205    |
| Sesimbra            | 46,57 | 21,48 | 11,84 | 7,52 | 4,82  | 4,03 | 18 790   |

#### Juntas de Freguesia
| Partido                 | Partido                        | Votos  | %               | +/-   | Presidentes | Mandatos | +/-     |
| ----------------------- | ------------------------------ | ------ | --------------- | ----- | ----------- | -------- | ------- |
|                         | Coligação Democrática Unitária | 8 900  | 47,37 / 100,00  | 16,66 | 3 / 3       | 20 / 39  | 7       |
|                         | Partido Socialista             | 4 032  | 21,46 / 100,00  | 12,34 | 0 / 3       | 9 / 39   | 6       |
|                         | Partido Social Democrata       | 2 459  | 13,09 / 100,00  | -     | 0 / 3       | 6 / 39   | -       |
|                         | Bloco de Esquerda              | 1 357  | 7,22 / 100,00   | 1,96  | 0 / 3       | 3 / 39   | Estável |
|                         | Grupo de Cidadãos              | 862    | 4,59 / 100,00   | 2,00  | 0 / 3       | 1 / 39   | Estável |
|                         | CDS – Partido Popular          | 419    | 2,23 / 100,00   | -     | 0 / 3       | 0 / 39   | -       |
| Votos Inválidos         | Votos Inválidos                | 761    | 4,05 / 100,00   | 1,98  |             |          |         |
| Total                   | Total                          | 18 790 | 100,00 / 100,00 |       | 3 / 3       | 39 / 39  |         |
| Eleitorado/Participação | Eleitorado/Participação        | 37 530 | 50,07 / 100,00  | 0,86  |             |          |         |

| Freguesia           | Partido Vencedor | Partido Vencedor               | %              | Mandatos |
| ------------------- | ---------------- | ------------------------------ | -------------- | -------- |
| Quinta do Conde     |                  | Coligação Democrática Unitária | 39,52 / 100,00 | 6 / 13   |
| Sesimbra (Castelo)  |                  | Coligação Democrática Unitária | 57,30 / 100,00 | 8 / 13   |
| Sesimbra (Santiago) |                  | Coligação Democrática Unitária | 44,09 / 100,00 | 6 / 13   |

### Setúbal

#### Câmara Municipal
| Partido                 | Partido                        | Votos   | %               | +/-   | Vereadores | +/-     |
| ----------------------- | ------------------------------ | ------- | --------------- | ----- | ---------- | ------- |
|                         | Coligação Democrática Unitária | 18 558  | 38,83 / 100,00  | 1,56  | 5 / 9      | 1       |
|                         | Partido Socialista             | 14 248  | 29,81 / 100,00  | 8,61  | 3 / 9      | 1       |
|                         | Partido Social Democrata       | 6 919   | 14,48 / 100,00  | 10,95 | 1 / 9      | 2       |
|                         | Bloco de Esquerda              | 2 911   | 6,09 / 100,00   | 0,93  | 0 / 9      | Estável |
|                         | CDS – Partido Popular          | 2 779   | 5,81 / 100,00   | 4,31  | 0 / 9      | Estável |
|                         | PCTP/MRPP                      | 677     | 1,42 / 100,00   | 0,59  | 0 / 9      | Estável |
|                         | Partido da Terra               | 354     | 0,74 / 100,00   | -     | 0 / 9      | -       |
| Votos Inválidos         | Votos Inválidos                | 1 353   | 2,83 / 100,00   | 1,49  |            |         |
| Total                   | Total                          | 47 799  | 100,00 / 100,00 |       | 9 / 9      |         |
| Eleitorado/Participação | Eleitorado/Participação        | 100 371 | 47,62 / 100,00  | 1,46  |            |         |

| Freguesia                            | %     | %     | %     | %    | %    | %    | %    | Votantes |
| Freguesia                            | CDU   | PS    | PSD   | BE   | CDS  | PCTP | MPT  | Votantes |
| ------------------------------------ | ----- | ----- | ----- | ---- | ---- | ---- | ---- | -------- |
| Gâmbia - Pontes - Alto da Guerra     | 58,00 | 20,93 | 7,64  | 3,44 | 2,87 | 3,58 | 0,67 | 2 093    |
| Sado                                 | 53,79 | 28,40 | 6,70  | 3,97 | 2,24 | 2,24 | 0,40 | 2 718    |
| São Lourenço                         | 33,40 | 26,64 | 16,48 | 7,64 | 8,77 | 1,66 | 1,55 | 4 332    |
| São Simão                            | 39,09 | 25,30 | 18,51 | 5,62 | 6,25 | 1,48 | 0,70 | 2 561    |
| Setúbal - Nossa Senhora da Anunciada | 39,22 | 30,10 | 14,49 | 5,30 | 6,21 | 1,61 | 0,55 | 6 598    |
| Setúbal - Santa Maria da Graça       | 31,99 | 31,67 | 18,23 | 5,90 | 6,46 | 1,77 | 1,45 | 3 439    |
| Setúbal - São Julião                 | 29,69 | 29,69 | 22,16 | 6,03 | 7,31 | 0,99 | 0,58 | 7 581    |
| Setúbal - São Sebastião              | 40,56 | 31,99 | 11,51 | 6,81 | 4,98 | 1,02 | 0,62 | 18 477   |
| Setúbal                              | 38,83 | 29,81 | 14,48 | 6,09 | 5,81 | 1,42 | 0,74 | 47 799   |

#### Assembleia Municipal
| Partido                 | Partido                        | Votos   | %               | +/-  | Deputados | +/-     |
| ----------------------- | ------------------------------ | ------- | --------------- | ---- | --------- | ------- |
|                         | Coligação Democrática Unitária | 18 558  | 36,43 / 100,00  | 1,94 | 11 / 27   | Estável |
|                         | Partido Socialista             | 13 914  | 29,11 / 100,00  | 5,47 | 8 / 27    | 1       |
|                         | Partido Social Democrata       | 7 487   | 15,66 / 100,00  | 8,76 | 4 / 27    | 3       |
|                         | Bloco de Esquerda              | 3 792   | 7,93 / 100,00   | 0,79 | 2 / 27    | Estável |
|                         | CDS – Partido Popular          | 3 380   | 7,07 / 100,00   | 5,24 | 2 / 27    | 2       |
|                         | Partido da Terra               | 397     | 0,83 / 100,00   | -    | 0 / 27    | -       |
| Votos Inválidos         | Votos Inválidos                | 1 413   | 2,95 / 100,00   | 1,65 |           |         |
| Total                   | Total                          | 47 795  | 100,00 / 100,00 |      | 27 / 27   |         |
| Eleitorado/Participação | Eleitorado/Participação        | 100 371 | 47,62 / 100,00  | 1,44 |           |         |

| Freguesia                            | %     | %     | %     | %    | %    | %    | Votantes |
| Freguesia                            | CDU   | PS    | PSD   | BE   | CDS  | MPT  | Votantes |
| ------------------------------------ | ----- | ----- | ----- | ---- | ---- | ---- | -------- |
| Gâmbia - Pontes - Alto da Guerra     | 58,77 | 20,97 | 8,41  | 4,06 | 4,16 | 0,76 | 2 093    |
| Sado                                 | 54,71 | 27,52 | 6,81  | 5,22 | 2,98 | 0,29 | 2 718    |
| São Lourenço                         | 31,42 | 26,52 | 17,75 | 8,82 | 9,90 | 1,67 | 4 322    |
| São Simão                            | 37,88 | 24,28 | 19,29 | 7,30 | 6,99 | 0,78 | 2 561    |
| Setúbal - Nossa Senhora da Anunciada | 37,25 | 28,98 | 15,50 | 7,41 | 7,55 | 0,68 | 6 598    |
| Setúbal - Santa Maria da Graça       | 29,66 | 30,94 | 19,60 | 8,93 | 7,39 | 0,96 | 3 439    |
| Setúbal - São Julião                 | 25,13 | 28,14 | 24,98 | 7,92 | 9,46 | 0,67 | 7 590    |
| Setúbal - São Sebastião              | 37,79 | 31,62 | 12,30 | 8,66 | 6,14 | 0,82 | 18 474   |
| Setúbal                              | 36,43 | 29,11 | 15,66 | 7,93 | 7,07 | 0,83 | 47 795   |

#### Juntas de Freguesia
| Partido                 | Partido                        | Votos   | %               | +/-  | Presidentes | +/-     | Mandatos  | +/-     |
| ----------------------- | ------------------------------ | ------- | --------------- | ---- | ----------- | ------- | --------- | ------- |
|                         | Coligação Democrática Unitária | 17 489  | 36,58 / 100,00  | 3,16 | 5 / 8       | 2       | 45 / 100  | 3       |
|                         | Partido Socialista             | 13 574  | 28,39 / 100,00  | 4,17 | 2 / 8       | 2       | 29 / 100  | 6       |
|                         | Partido Social Democrata       | 6 967   | 14,57 / 100,00  | 8,52 | 0 / 8       | 1       | 13 / 100  | 9       |
|                         | CDS – Partido Popular          | 3 218   | 6,73 / 100,00   | 4,73 | 0 / 8       | Estável | 4 / 100   | 4       |
|                         | Bloco de Esquerda              | 3 176   | 6,64 / 100,00   | 0,32 | 0 / 8       | Estável | 3 / 100   | Estável |
|                         | Grupo de Cidadãos              | 1 743   | 3,65 / 100,00   | -    | 1 / 8       | -       | 6 / 100   | -       |
|                         | Partido da Terra               | 156     | 0,33 / 100,00   | -    | 0 / 8       | -       | 0 / 100   | -       |
| Votos Inválidos         | Votos Inválidos                | 1 491   | 3,12 / 100,00   | 1,51 |             |         |           |         |
| Total                   | Total                          | 47 814  | 100,00 / 100,00 |      | 8 / 8       |         | 100 / 100 | 2       |
| Eleitorado/Participação | Eleitorado/Participação        | 100 371 | 47,64 / 100,00  | 1,43 |             |         |           |         |

| Freguesia                            | Partido Vencedor | Partido Vencedor               | %              | Mandatos |
| ------------------------------------ | ---------------- | ------------------------------ | -------------- | -------- |
| Gâmbia - Pontes - Alto da Guerra     |                  | Coligação Democrática Unitária | 69,18 / 100,00 | 8 / 9    |
| Sado                                 |                  | Coligação Democrática Unitária | 55,26 / 100,00 | 6 / 9    |
| São Lourenço                         |                  | Grupo de Cidadãos              | 40,24 / 100,00 | 6 / 13   |
| São Simão                            |                  | Coligação Democrática Unitária | 43,19 / 100,00 | 5 / 9    |
| Setúbal - Nossa Senhora da Anunciada |                  | Coligação Democrática Unitária | 40,54 / 100,00 | 6 / 13   |
| Setúbal - Santa Maria da Graça       |                  | Partido Socialista             | 32,33 / 100,00 | 5 / 13   |
| Setúbal - São Julião                 |                  | Partido Socialista             | 29,47 / 100,00 | 5 / 13   |
| Setúbal - São Sebastião              |                  | Coligação Democrática Unitária | 37,44 / 100,00 | 9 / 21   |

### Sines

#### Câmara Municipal
| Partido                 | Partido                        | Votos  | %               | +/-   | Vereadores | +/-     |
| ----------------------- | ------------------------------ | ------ | --------------- | ----- | ---------- | ------- |
|                         | Sines Interessa Mais           | 3 300  | 43,86 / 100,00  | Novo  | 4 / 7      | Novo    |
|                         | Partido Socialista             | 2 309  | 30,69 / 100,00  | 3,17  | 2 / 7      | Estável |
|                         | Coligação Democrática Unitária | 1 124  | 14,94 / 100,00  | 39,97 | 1 / 7      | 4       |
|                         | Bloco de Esquerda              | 368    | 4,89 / 100,00   | 2,71  | 0 / 7      | Estável |
|                         | Partido Social Democrata       | 252    | 3,35 / 100,00   | 6,49  | 0 / 7      | Estável |
| Votos Inválidos         | Votos Inválidos                | 171    | 2,28 / 100,00   | 2,06  |            |         |
| Total                   | Total                          | 7 524  | 100,00 / 100,00 |       | 7 / 7      |         |
| Eleitorado/Participação | Eleitorado/Participação        | 11 631 | 64,69 / 100,00  | 7,04  |            |         |

| Freguesia  | %     | %     | %     | %    | %    | Votantes |
| Freguesia  | SIM   | PS    | CDU   | BE   | PSD  | Votantes |
| ---------- | ----- | ----- | ----- | ---- | ---- | -------- |
| Porto Covo | 32,12 | 42,16 | 17,20 | 1,22 | 5,33 | 657      |
| Sines      | 44,98 | 29,59 | 14,72 | 5,24 | 3,16 | 6 867    |
| Sines      | 43,86 | 30,69 | 14,94 | 4,89 | 3,35 | 7 524    |

#### Assembleia Municipal
| Partido                 | Partido                        | Votos  | %               | +/-   | Deputados | +/-     |
| ----------------------- | ------------------------------ | ------ | --------------- | ----- | --------- | ------- |
|                         | Sines Interessa Mais           | 3 086  | 41,02 / 100,00  | Novo  | 9 / 21    | Novo    |
|                         | Partido Socialista             | 2 263  | 30,08 / 100,00  | 0,45  | 7 / 21    | Estável |
|                         | Coligação Democrática Unitária | 1 143  | 15,19 / 100,00  | 37,74 | 3 / 21    | 9       |
|                         | Bloco de Esquerda              | 480    | 6,38 / 100,00   | -     | 1 / 21    | -       |
|                         | Partido Social Democrata       | 345    | 4,59 / 100,00   | 6,26  | 1 / 21    | 1       |
| Votos Inválidos         | Votos Inválidos                | 206    | 2,73 / 100,00   | 2,12  |           |         |
| Total                   | Total                          | 7 523  | 100,00 / 100,00 |       | 21 / 21   |         |
| Eleitorado/Participação | Eleitorado/Participação        | 11 631 | 64,68 / 100,00  | 7,05  |           |         |

| Freguesia  | %     | %     | %     | %    | %    | Votantes |
| Freguesia  | SIM   | PS    | CDU   | BE   | PSD  | Votantes |
| ---------- | ----- | ----- | ----- | ---- | ---- | -------- |
| Porto Covo | 26,48 | 44,75 | 16,89 | 2,59 | 7,15 | 657      |
| Sines      | 42,41 | 28,68 | 15,03 | 6,74 | 4,34 | 6 866    |
| Sines      | 41,02 | 30,08 | 15,19 | 6,38 | 4,59 | 7 523    |

#### Juntas de Freguesia
| Partido                 | Partido                        | Votos  | %               | +/-   | Presidentes | Mandatos | +/-     |
| ----------------------- | ------------------------------ | ------ | --------------- | ----- | ----------- | -------- | ------- |
|                         | Grupo de Cidadãos              | 3 072  | 40,84 / 100,00  | -     | 1 / 2       | 9 / 20   | -       |
|                         | Partido Socialista             | 2 273  | 30,22 / 100,00  | 0,79  | 1 / 2       | 8 / 20   | Estável |
|                         | Coligação Democrática Unitária | 1 230  | 16,35 / 100,00  | 35,15 | 0 / 2       | 3 / 20   | 8       |
|                         | Bloco de Esquerda              | 401    | 5,33 / 100,00   | 2,73  | 0 / 2       | 0 / 20   | Estável |
|                         | Partido Social Democrata       | 349    | 4,64 / 100,00   | 6,00  | 0 / 2       | 0 / 20   | 1       |
| Votos Inválidos         | Votos Inválidos                | 197    | 2,62 / 100,00   | 2,13  |             |          |         |
| Total                   | Total                          | 7 522  | 100,00 / 100,00 |       | 2 / 2       | 20 / 20  |         |
| Eleitorado/Participação | Eleitorado/Participação        | 11 631 | 64,67 / 100,00  | 7,01  |             |          |         |

| Freguesia  | Partido Vencedor | Partido Vencedor   | %              | Mandatos |
| ---------- | ---------------- | ------------------ | -------------- | -------- |
| Porto Covo |                  | Partido Socialista | 48,71 / 100,00 | 4 / 7    |
| Sines      |                  | Grupo de Cidadãos  | 42,80 / 100,00 | 7 / 13   |